# Santuário do Sagrado Coração de Jesus (Viana do Castelo)

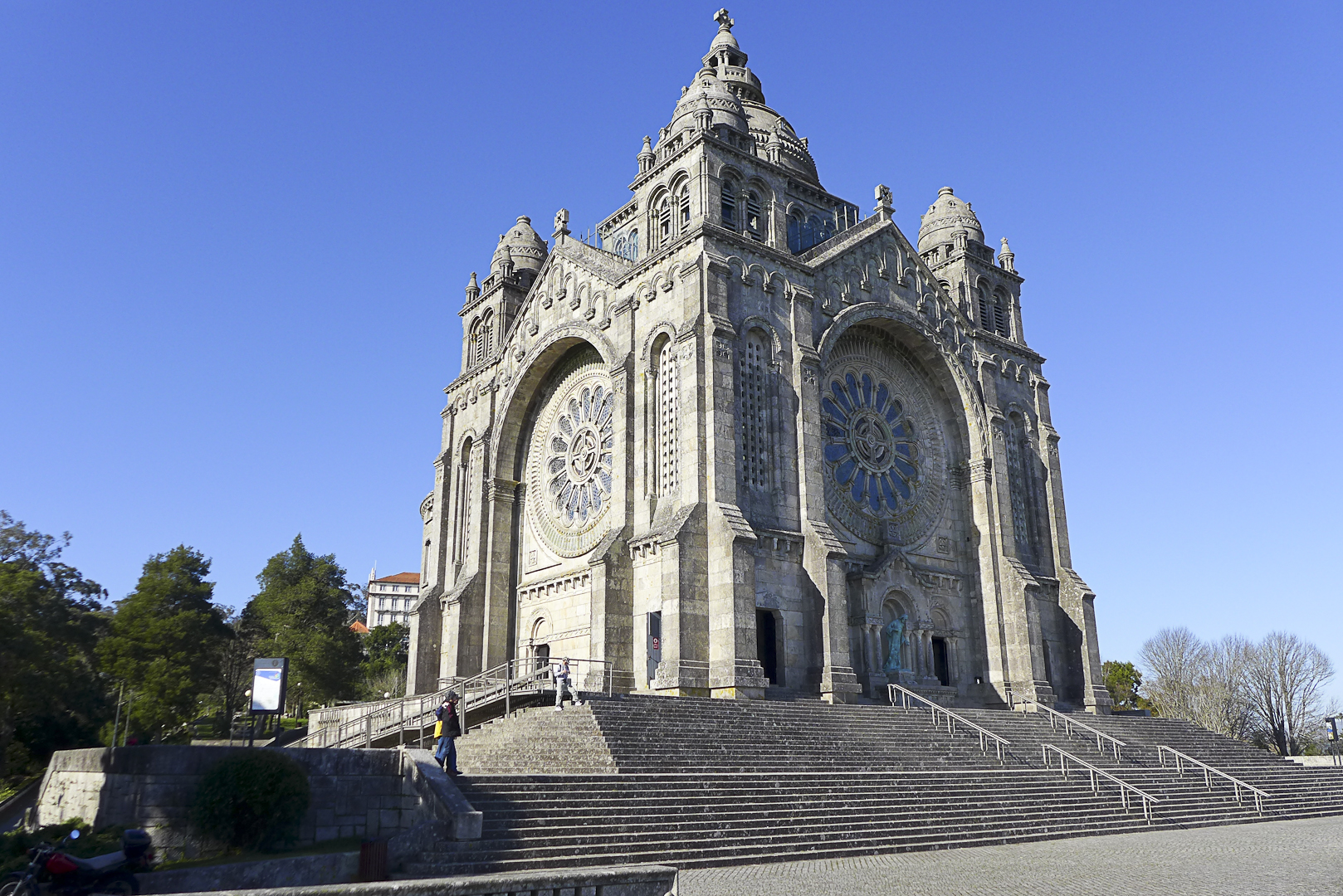
Wallfahrtskirche des Heiligsten Herzens Jesu (1904–1943)

Das Santuário do Sagrado Coração de Jesus (Diözesanheiligtum des Heiligsten Herzens Jesu) oder Basilika Santa Luzia ist eine römisch-katholische Wallfahrtskirche auf dem Gipfel des Hügels Santa Luzia in der portugiesischen Stadt Viana do Castelo.
Von seiner Position aus bietet es eine Aussicht über die Region, die das Meer, den Rio Lima und sein Tal und das umgebende Bergmassiv vereint und vermutlich das Postkartenmotiv von Viana do Castelo ist. Dieses Panorama wurde von der Zeitschrift National Geographic im November 1927 zum drittbesten der Welt gewählt. Die Verwirklichung des architektonischen Projekts der Wallfahrtskirche ist das Verdienst von Miguel Ventura Terra (* 14. Juli 1866; † 30. April 1919).
Nur wenige Meter neben der Kirche befinden sich die Ruinen der eisenzeitlichen Citânia de Santa Luzia und das Hotel de Santa Luzia.

## Geschichte
Der Bau der Wallfahrtskirche auf dem Hügel von Santa Luzia, die unter dem Patrozinium des Heiligsten Herzens Jesu steht, wurde 1904 begonnen und im Inneren erst 1959 endgültig abgeschlossen. Den Anstoß zum Bau gab die Bruderschaft von Santa Luzia, die das Denkmal auch verwaltet.

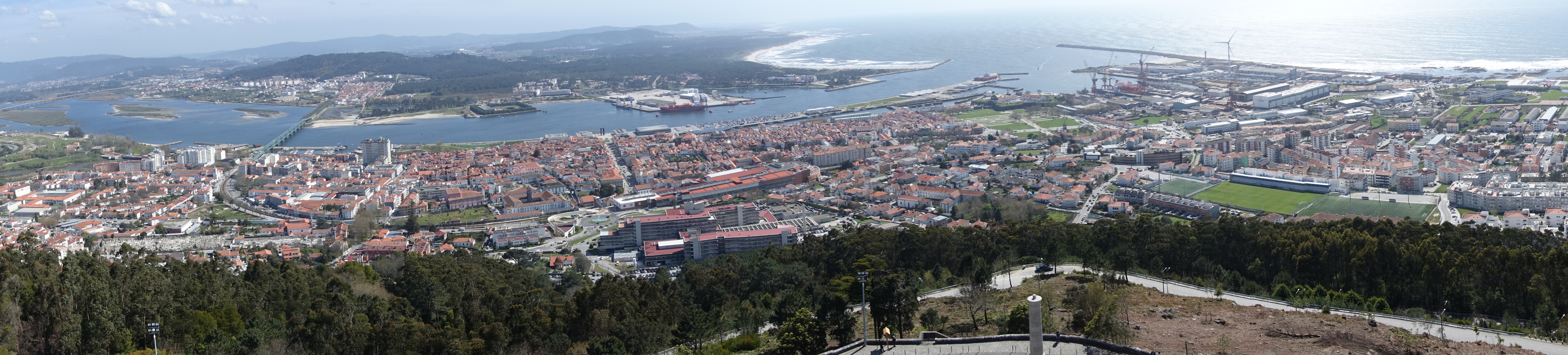
Panoramablick von der Kuppel der Kirche über den Unterlauf und die Mündung des Rio Lima

Als Vorläuferin der Kirche gab es eine kleine mittelalterliche Kapelle, die der hl. Lucia von Syrakus, der Patronin der Blinden, gewidmet war, deren Attribut das Augenpaar auf einem Tablett ist. Am Ende des 19. Jahrhunderts suchte der Kavalleriekapitän Luís de Andrade e Sousa, der ein Augenleiden hatte, ab 1882 wiederholt die kleine Kapelle auf, um dort zu beten und Heilung seines Leidens zu erbitten. Nachdem er sein Sehvermögen wiedererlangt hatte, gründete er 1884 die Bruderschaft von Santa Luzia und wurde ihr erster Präsident. Sie kümmerte sich um die verlassene Kapelle und baute eine Straße, die sie mit Viana do Castelo verband.
Doch die privilegierte Lage auf dem Hügel verlangte nach einem Bauwerk, das ihr und dem von hier zu sehenden Panoramablick gerecht wurde und außerdem die seit 1876 durch erste Grabungen erschlossenen Ruinen aufwertete. So begannen nach den Plänen von Ventura Torre und unter der Leitung des lokalen Architekten António Adelino de Magalhães Moutinho im Februar 1904 die Bauarbeiten. Diese wurden 1910 durch die Gründung der Ersten Portugiesischen Republik und als Konsequenz des Gesetzes der Trennung von Staat und Kirche unterbrochen, aber 1926 unter der Aufsicht von Miguel Nogueira wieder aufgenommen. In diesem Jahr wurden die kleine Lucia-Kapelle abgebrochen und der vollendete Chor der neuen Kirche geweiht und für den Gottesdienst freigegeben, obwohl der Rest der Kirche noch zu erbauen war. Dieses Vorgehen ist beim Kirchenbau nicht ungewöhnlich. Oft beginnen die Arbeiten am wichtigsten Teil, dem Chor, und werden von dort aus weiter fortgeführt. Die Außenhülle der Wallfahrtskirche wurde 1943 vollendet, die Arbeiten im Inneren aber erst 1959 beendet. Für die Steinmetzarbeiten in Granit war der Steinmetzmeister Emídio Pereira Lima verantwortlich, nachdem Miguel Nogueira erblindet war.
Man nimmt allgemein an, dass die Kirche von der Basilika Sacré-Cœur de Montmartre in Paris inspiriert wurde. Diese Idee wurde jedoch bezweifelt, da zum Zeitpunkt der Planung der Kirche durch Miguel Ventura Torre im Jahr 1899 Sacré-Coeur noch nicht fertiggestellt war. Im Juni 1891 war zwar dessen Kirchenschiff vollendet, Kuppel und Fassade, die das sichtbare Erscheinungsbild der Pariser Basilika prägen, wurden aber erst 1912 bzw. 1914 fertiggestellt.
Am 17. Juni 2020 stimmte die portugiesische Bischofskonferenz der Erhebung der Kirche zur Basilica minor zu und am 19. Juni 2020 verfügte Bischof Anacleto Cordeiro Gonçalves de Oliveira, dass die Basilika Santa Lucia zum Diözesanheiligtum erklärt wurde.

## Beschreibung

### Außenansicht
Der Grundriss der Kirche besitzt die Form eines griechischen Kreuzes mit vier gleichlangen Armen. Dieses Modell wurde aus Frankreich importiert, wo Miguel Ventura Terra von 1886 bis 1894 mit einem staatlichen Stipendium an der École Nationale et Speciale de Beaux-Arts in Paris als Schüler von Victor Laloux studierte, des Erbauers des Gare d’Orsay, heute Musée d’Orsay. Die Kirche vermischt Elemente der Neuromanik, der Neugotik und des neobyzantinischen Stils, in einem eklektizistischen Stil, der für die Wende vom 19. zum 20. Jahrhundert prägend war.

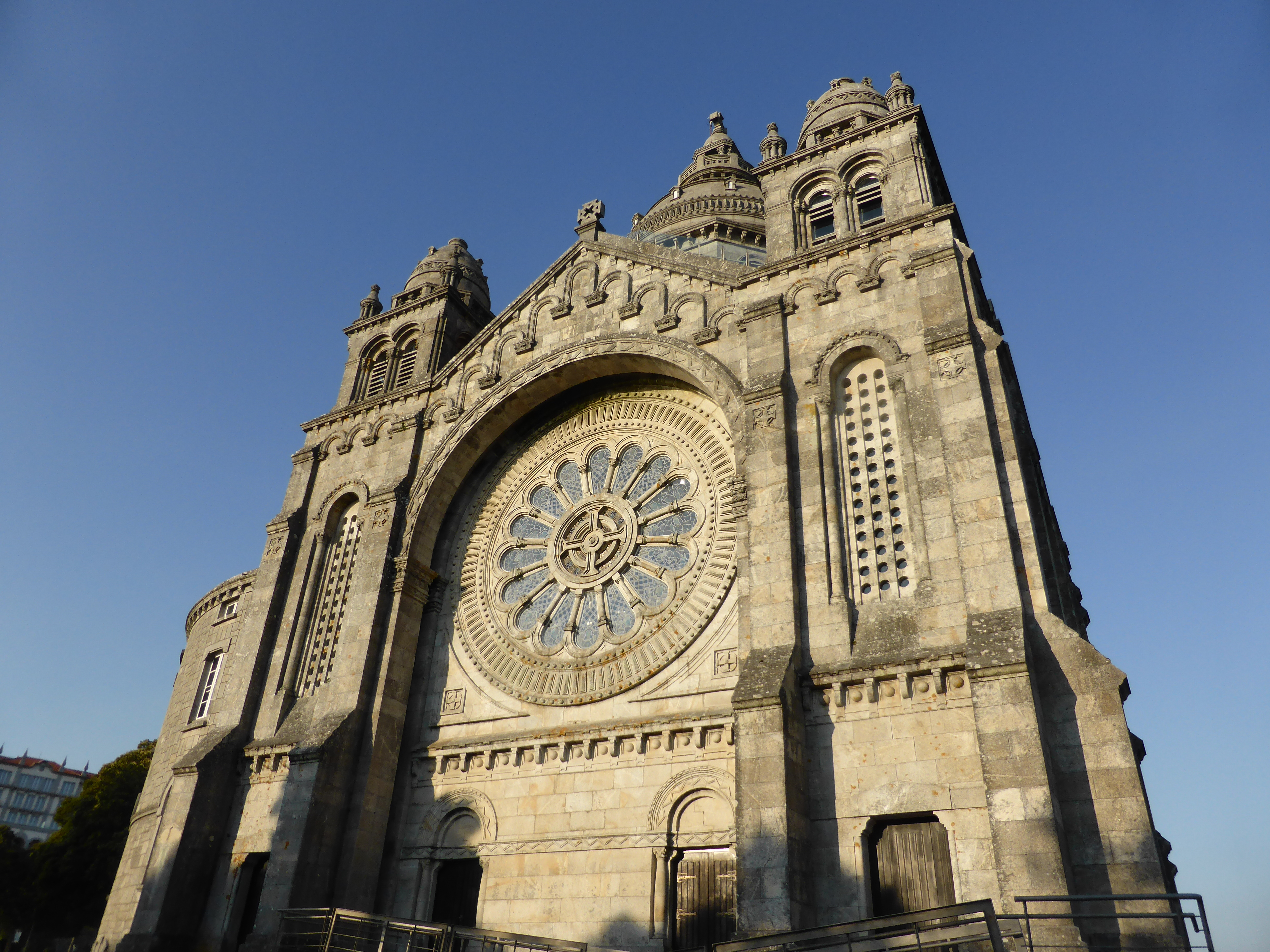
Westfassade der Kirche

Sie besitzt ein hohes Maß an Regelmäßigkeit und Symmetrie der Haupt und Seitenfassaden. Deren Zentralkörper ist jeweils durch einen weiten halbrunden Bogen gekennzeichnet, der von einem neuromanischen Fronton bekrönt wird. Die kleinen rechteckigen Portale treten wiederum gegenüber den riesigen neugotischen Rosetten in den Hintergrund. Die romanische Inspiration ist auch in der Verwendung von „cachorradas“ (Konsolen mit Tiergrotesken) und lombardischen Bändern sichtbar. Die Symmetrie wird an der Chorseite durch die Hinzufügung einer halbkreisförmigen Apsis unterbrochen, wodurch eine kleine Längsachse geschaffen wurde. Diese weist im unteren Bereich eine halbkreisförmigen Galerie auf, in der mehrere Nebenräume als Lager- und Versammlungsräume dienen. Die Fenster der Galerie sind im unteren Stockwerk mit einem Rundbogen versehen, im mittleren Stockwerk rechteckig und nehmen im obersten Stockwerk die Form flacher, vertiefter Rechtecke an. Das Dekor der Fassaden ist sehr schlicht und geometrisch, was der seinerzeitigen Interpretation des romanischen Bauschemas entspricht, wird aber kontrastiert durch den klassischen Charakter der ionischen oder korinthischen Kapitelle der Säulen.
An der Hauptfassade der Wallfahrtskirche befindet sich in einer Nische zwischen den beiden Portalen eine Bronzestatue der Darstellung des Heiligsten Herzens Jesu, ein Werk des Bildhauers Aleixo de Queiroz Ribeiro (*18.04.1868; †06.05.1917) aus dem Jahr 1898. Sie ist also älter als das Gebäude selbst. Die Kuppeln des Kirchenschiffs und der vier Ecktürmchen ruhen jeweils auf achteckigen Tambouren, die von Fenstern durchbrochen sind. Die Kuppeln selbst werden mit Ausnahme derer über dem Chor von kleinen Gauben durchbrochen, die jeweils von Giebeln gekrönt sind und eine optimale Beleuchtung des Querschiffs und der Türme ermöglichen. Alle Türme besitzen drei Stockwerke, von denen das unterste quadratisch mit jeweils einem Zwillingsfenster ausgeführt ist, dann folgen die achteckigen Tamboure und schließlich die Kuppeln. Die Türme verfügen über steinerne Keilsteine an den Schalllöchern, die dazu dienen, den Klang der 19 Glocken des Geläuts zu kontrollieren.

### Innenansicht

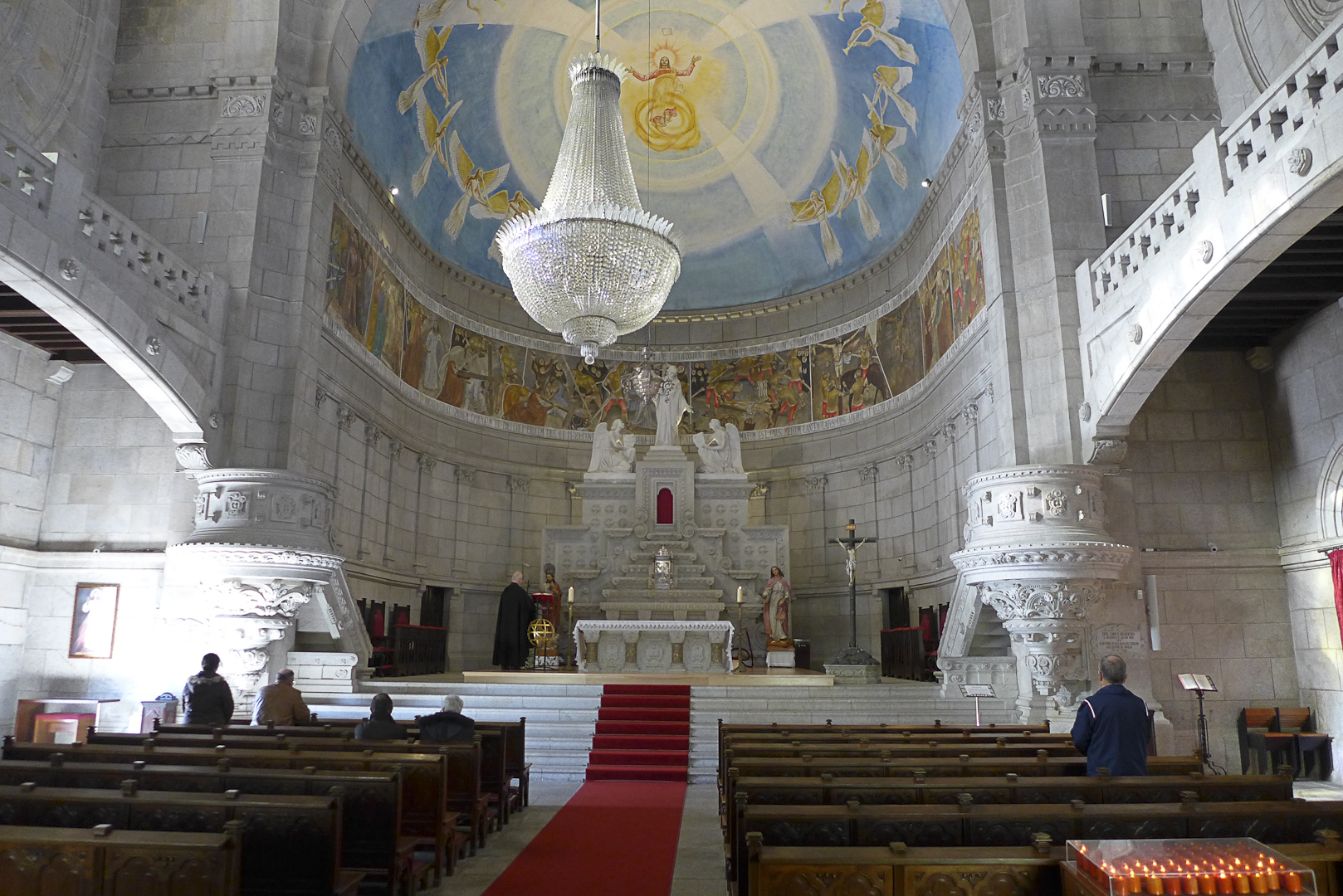
Innenansicht des Chors und der Seitentribünen

Der Innenraum ist trotz der verschiedenen Fenster, der riesigen Rosettenfenster, die die größten der iberischen Halbinsel sind, und der Gauben in den Kuppeln nur spärlich erhellt, da das Licht durch Buntglasfenster gefiltert wird. Diejenigen der Rosetten wurden in Lissabon in der Werkstatt von Ricardo Leone hergestellt und zeigen in ihren jeweils 16 Feldern Heiligenbüsten. Der halbrunde Hochchor wird in den Querschiffarmen von flachbogigen Tribünen mit denselben Abmessungen flankiert, welche durchbrochene Geländer mit geometrischem Muster besitzen. Bemerkenswert ist die Dekoration der beiden von Miguel Nogueira entworfenen Kanzeln und der Seitenaltäre, die neobarock inspiriert sind und von Emídio Pereira Lima ausgeführt wurden.
Auf dem Hochaltar bringen zwei Engel, gestaltet von Leopoldo de Almeida (*18.10.1898; †28.04.1975), die Wappenschilde Portugals und Viana do Castelos vor die Statue des Heiligsten Herzens Jesu, einer Kopie in Marmor der Bronzestatue der Hauptfassade, geschaffen von Martinho de Brito (*10.09.1916; †05.05.1998). Hinter dem Altar zieht sich ein Freskenband um den Chor, das Stationen des Passionswegs Christi zeigt und ebenso wie das Kuppelfresko, das Christi Himmelfahrt zeigt, 1954–56 von Manuel Pereira da Silva gemalt wurde. Der silberne Tabernakel schließlich wurde von dem aus Porto stammenden Goldschmiedemeister Filinto Elísio de Almeida gestaltet.